# Richard Lejman
Carl Richard Wieslander Lejman, född den 4 juli 1864 i Förslövs församling, Kristianstads län, död den 19 januari 1933 i Jönköping, var en svensk jurist. Han var son till hovrättsrådet Fritjof Lejman och far till professor Fritjof Lejman.
Lejman blev student vid Lunds universitet 1882 och avlade juris utriusque kandidatexamen där 1889. Han blev vice häradshövding 1892, tillförordnad fiskal i Göta hovrätt 1897, adjungerad ledamot där 1898, fiskal 1900, assessor 1901, hovrättsråd 1909 och divisionsordförande 1930. Lejman blev riddare av Nordstjärneorden 1912 och kommendör av andra klassen av samma orden 1923. Han vilar i sin familjegrav på Slottskyrkogården i Jönköping.